# Pic (auteur)
Denis Lelièvre, dit Pic ou Pic Le Lièvre (né en 1961) est un auteur de bande dessinée et illustrateur français.

## Biographie
Pic, qui travaille pour la presse adulte depuis le début des années 1980, et qu'il est proche d'auteurs underground comme Gilbert Shelton. Il est surtout connu pour sa série de bande dessinée de jeux Pic et Zou publiée de 1998 à 2019 dans l'hebdomadaire franco-belge jeunesse Spirou sous le nom Pic Le Lièvre et pour ses livres illustrés de jeux et d'activités pour enfants,.

## Publications

### Bande dessinée
- Mix Mix (avec Zou, Brat et Ata), Futuropolis, coll. « 30/40 », 1984.
- Une farce pour 2 dindons, Futuropolis, coll. « X », 1987  (ISBN 2737656214).
- Not Quite Dead (avec Gilbert Shelton) :

1. Not Quite Dead n°1, Tête Rock Underground, 1996  (ISBN 2911215001).
2. Not Quite Dead n°2, Tête Rock Underground, 1998  (ISBN 2911215028).
3. Pas tout à fait morts !, Thé Troc Underground, 2005  (ISBN 2911215044).
4. Six Garçons dans le vent, Thé Troc Underground, 2009  (ISBN 9782911215261).

- 45 Tours de magie avec Pic et Zou, Albin Michel, 2004  (ISBN 2226138196).
- Jardiner bio (d'après le Organic Grow Book de Karel Schelfhout et Michiel Panhuysen), Mama Éditions, 2019  (ISBN 9782845942059).

### Livres illustrés
- Nœuds malins, Casterman, 1997  (ISBN 220314940X).
- Pierre Lecarme et Guillaume Calin, Les Meilleurs Codes secrets : Créez et déchiffrez tous les messages codés, Hors collection, 1999  (ISBN 2258050863).
- Je ne sais pas quoi faire ! : 1001 Idées pour ne jamais s'ennuyer, Casterman, 2005  (ISBN 2203145374). Réédition 2008  (ISBN 9782203015463) et 2009  (ISBN 9782203032330).
- Vasco, Petits Jeux en voyage, Casterman, 2005  (ISBN 2203153105).
- Élie Zéda, Les Meilleurs Codes secrets de tous les temps, Casterman, 2006  (ISBN 2203153113). Reprend en partie Les Meilleurs Codes secrets.
- Le Grand Livre anti-ennui, Casterman, 2007  (ISBN 9782203006430).
- Ariane Coquelet, Guide de survie nature, Casterman, 2008  (ISBN 978-2-203-00439-9).
- Cradingue, Casterman, 2008  (ISBN 9782203021983).
- Paul Merlo, Jeux de groupe pour mieux vivre ensemble, Casterman, 2009  (ISBN 9782203025226).
- Trop cool ! : 1001 Idées pour ne jamais s'ennuyer, Casterman, 2010  (ISBN 9782203029422).
- Karel Schelfhout et Michiel Panhuysen, Le Bio Grow Book, Mama Éditions, 2016  (ISBN 9782845941489). Réédition augmentée en 2019  (ISBN 9782845942745).
- Léon-Hugo Bonte, Un potager bio dans la maison, Mama Éditions, 2019  (ISBN 9782845940963).

### Disques
- Deux pages dans le Chronatoscaphe (Nato, 2005)[3]
- Couverture de la réédition de Joyeux Noël (nato 2011)
- Couverture avec Gilbert Shelton de Hits from the road 66 de Hymn for her (Hope Street / nato 2014)